# Джордж Гордон, 1-й маркіз Гантлі

Герб маркизів Гантлі.

Джордж Гордон, VI граф Гантлі, І маркіз Гантлі (1562 — 13 червня 1636 року) — шотландський шляхтич, вождь клану Гордон, один із провідних державних і політичних діячів в Шотландії наприкінці XVI— на початку XVII століття. Лідер католицько-консервативної партії Шотландії. Був одружений з леді Генріеттою Стюарт. Діти: Джордж Гордон, Елізабет Гордон, Анна Гордон, Адами Гордон, Мері Гордон, Джейн Гордон.

## Життєпис
Джордж Гордон був сином Джорджа Гордона, V графа Гантлі і леді Анни, дочки Джеймса Гамільтона, ІІ графа Арран і герцога Шательро. Джордж Гордон здобув освіту у Франції, як людина римсько-католицького віросповідання. 
Він брав участь у змові, яка призвела до вбивства Джеймса Дугласа, IV графа Мортон в 1581 році і в змові, що врятувала життя короля Якова VI під час замаху рейдерів Рутвен у 1583 році. У 1583 році йому вдалося скинути владу радикальних протестантів — його підтримали помірковані протестанти, він проголосив «Середній шлях» — шлях віротерпимості й поміркованих протестантських реформ.
У 1588 році він фіктивно прийняв пресвітеріанське віросповідання, але як і раніше лишався таємним католиком і готував іспанське вторгнення в Шотландію для відновлення католицизму. У 1588 році Іспанія підготувала «Непереможну армаду». Граф Гантлі домовився про висадку іспанського десанту в Шотландії. Але змова була викрита королем. Висадка іспанського десанту була зірвана. Граф Гантлі контактував з єзуїтами, особливо в 1581 році, єзуїти таємно відвідували Шотландію, обіцяв навернення в католицтво короля Шотландії Якова VI і повернення Шотландії до католицького віросповідання. 28 листопада він був призначений капітаном гвардії, і при виконанні своїх обов'язків у Голіруді його зрадницьке листування було виявлено. Король Яків VI, однак, шукав підтримку серед лордів католицького віросповідання, шукав допомоги в Іспанії на випадок нападу англійської армії королеви Єлизавети І, сам претендував на престол Англії, тому граф Гантлі був помилуваний. У католицькій партії графа Гантлі були переважно барони і вожді кланів Хайленду.
У 1588 році Джордж Гордон одружився з дочкою Есме Стюарта, колишнього фаворита короля Шотландії Якова VI. Його вплив при дворі посилився, він став капітаном королівської гвардії. Але в 1589 році були перехоплені його листи в Іспанію і його кинули за ґрати. Після звільнення, у квітні 1589 року граф Гантлі підняв повстання на півночі Шотландії, але був змушений здатися, і після короткого ув'язнення в замку Борсвік був знову звільнений і помилуваний. Потім він вплутався у війну кланів — воював з кланами Грант та Макінтош, ворогував з графами Атолла та Мореї. 8 лютого 1592 року він підпалив замок графа Мореї Донібрістл у Файфі, і вбив графа Мореї власноручно. Це неподобство надихнуло на створення балади «Бонні граф О'Морея». Потім вороги графа Гантлі спустошили його землі. Король знав про це, але вирішив не карати графа Гантлі. Для заспокоєння шляхти і вождів кланів він символічно заарештував графа Гантлі, але потім відпустив і помилував.
У грудні були перехоплені листи — так звані «Іспанські бланки», два з яких мали підпис графа Гантлі. Він був знову звинувачений у державній зраді. 25 вересня 1593 року він був відлучений від церкви. Король Шотландії Яків VI ставився до нього та до інших бунтівних лордів з великою м'якістю. 26 листопада вони були звільнені від звинувачення в державній зраді, з умовою, що вони або відмовляться від католицької віри, або покинуть королівство. Вони категорично відмовились це зробити, але не дивлячись на це вони не були покарані. На той час влада короля була слабкою. Граф Гантлі потім приєднався до графів Еррол та Френсіса Стюарта-Хепберна, V графа Босуелл. Вони влаштували змову з метою ув'язнити короля. Під тиском пресвітеріанських вождів кланів король змушений був почати війну проти католиків. Але католики на чолі з графом Гантлі перемогли королівські збройні сили в битві під Гленлівет 3 жовтня 1594 року. У цій битві граф Гантлі особливо відзначився. Але його перемога не мала реальних результатів. Його замок Страхбогі був зруйнований королем Яковом VI і граф Гантлі покинув Шотландію в березні 1595 року. Він незабаром повернувся таємно до Шотландії. Король знав про це, але мусив терпіти. Тим часом в Единбурзі відбувся бунт направлений проти католиків. Король знову вимагав, щоб лорди зреклися католицизму, або покинули королівство Шотландія. У червні 1597 року граф Гантлі був відновлений у своїх правах, йому були повернені маєтки.
7 квітня 1599 року йому було даровано титул маркіза Гантлі. 9 липня 1599 року разом з графом Леннокс він отримав посаду лейтенанта півночі. Він вирішив, що краще буде помиритися з королем і помиритися з графами Мюрей та Аргайл. Церква Шотландії сумнівалась, що він насправді зрікся католицизму і була впевнена, що він є таємним католиком. 10 грудня 1606 року він був викликаний в Абердин. 19 березня 1607 року він був викликаний Таємною Радою. Маркіз Гантлі слідом за цим відправився в Англію і звернувся до короля — тепер уже короля Англії й Шотландії Якова І особисто. Він був відлучений від церкви в 1608 році, і був кинутий за ґрати в замок Стірлінг до 10 грудня 1610 року, коли він знову підписав зречення католицької віри.
У 1616 році він був знову звинувачений у католицькій змові й у таємному сповідуванні католицизму. Йому було наказано ще раз підписати зречення католицизму, яке цього разу він відмовлявся підписувати. Його кинули до тюрми в Единбурзі, він був звільнений за наказом короля Якова І 18 червня. Він потрапив під суд у Лондоні й був звільнений від відлучення від церкви архієпископом Кентерберійським. Після сповіді церква Шотландії підтвердила це звільнення. Доки був живий король Яків І, маркіз Гантлі мав величезний вплив на двір та короля не дивлячись на шалений протест та вороже ставлення до нього ультрапротестантів.
Коли на трон Англії та Шотландії зійшов король Карл І, маркіз Гордон втратив свій вплив. У 1630 році він був позбавлений земель та шерифств Абердина та Інвернесса. У тому ж році спалахнула ворожнеча між кланами Кріхтон та Гордон. Під час цієї війни кланів другий син маркіза Гантлі — лорд Мелгум був спалений живцем у результаті змови коли він розважався в будинку Джеймса Крайтона (Кріхтона) Френдраута. Клан Гантлі розорив і розграбував землі клану Кріхтон. Маркіза Гантлі знову викликали до Таємної Ради в 1635 році. Його кинули за ґрати в Единбурзький замок з грудня по червень 1636 року. Коли його звільнили з тюрми, здоров'я у нього було остаточно підірване. Він помер у Данді, по дорозі в землі Стахбогі 13 червня 1636 року. Перед смертю він публічно оголосив, що він був, є і помре католиком.